# گلوبال انجین
گلوبال انجین (انگلیسی: Global Engine) شرکت خودروسازی آمریکایی است، که در سال ۲۰۰۲ تأسیس شد.